# Боскаречи (Лука)
Боскаречи је насеље у Италији у округу Лука, региону Тоскана.
Према процени из 2011. у насељу је живело 33 становника. Насеље се налази на надморској висини од 23 м.